# پنچیشوو
پنچیشوو (به لهستانی:  Pęciszewo) یک روستا در لهستان است که در گمینا برانگوو واقع شده‌است. پنچیشوو ۷۹ نفر جمعیت دارد.